# Prostaglandin D2
Prostaglandin D2 (oder kurz: PGD2) gehört zu den Prostaglandinen. Es wird durch die Prostaglandin D-Synthase aus PGH2 gebildet. Es gehört zu den Gewebshormonen, aktiviert den membranständigen DP-Rezeptor und bewirkt in den Zellen die vermehrte Bildung von cAMP. Im Säugetierorganismus werden große Mengen an PGD2 in Mastzellen und im Gehirn und vermehrt auch in der Kopfhaut des Menschen mit androgenetischem Haarausfall gefunden. Von Prostaglandin F2α wird vermutet, dass es dem PGD2 bei Alopezie entgegenwirkt.

## Wirkungen
- PGD2 bewirkt (zusammen mit Thromboxan und PGF2α) eine Kontraktion der bronchialen Luftwege bzw. verstärkt eine Reaktion auf andere Bronchokonstriktoren bei asthmatischen Patienten. Die Konzentration von PGD2 und TXA2 in dem Bronchialsekret asthmatischer Patienten ist 10-fach höher als bei Kontrollpatienten, insbesondere nachdem sie mit Allergenen in Berührung kamen.
- PGD2 senkt die Körper-Temperatur.
- PGD2 wirkt schlafanstoßend. Patienten mit systemischer Mastozytose schliefen tief ein, wenn ihre Mastzellen große Mengen an PGD2 produziert hatten.[2]
- PGD2 wurde 2012 – im Zusammenwirken mit dem Steroidhormon Dihydrotestosteron (DHT) – auf Grund von Versuchen in der menschlichen Gewebekultur und an Mäusen als vermutliche Ursache des erblich bedingten Haarausfalls bei Männern (Alopecia androgenetica) identifiziert.[3][4]
- PGD2 wirkt teilweise gegenläufig zu PGE2
- PGD2 wirkt vasodilatorisch.